# Чикаго Блекхоукс
„Чикаго Блекхокс“ (на английски: Chicago Blackhawks – „Чикагски черни ястреби“), също „Блек Хокс“ (Black Hawks) до 1986 г. и само „Хокс“, неправилно наричан „Чикаго Блекхоукс“, е клуб по хокей на лед в Чикаго, САЩ.
Отборът му се състезава в Националната хокейна лига, в Централната дивизия на Западната конференция. Той е шесткратен носител на купа „Стенли“. Прякорът на отбора е „Блекхоукс“.
От 1995 г. отборът домакинства срещите си в Юнайтед Център, който дели с баскетболния отбор „Чикаго Булс“. Преди това двата отбора са домакинствали на вече разрушения „Чикаго Стейдиъм“.